# Philesiaceae
Philesiaceae is een botanische naam van een familie van eenzaadlobbige planten. Een familie onder deze naam wordt niet regelmatig erkend door systemen van plantentaxonomie, maar wel door het APG-systeem (1998) en het APG II-systeem (2003).
Het gaat dan om een heel kleine familie, met als bekende soort Lapageria rosea, de nationale bloem van Chili.
Het Cronquist-systeem (1981) erkende niet een familie onder deze naam.